# André Gillier
André Gillier nasceu na França. Em 1933, fundou, junto com René Lacoste, a confeção da conhecida marca Lacoste.